# Хитови 1
Хитови 1 е четвъртият компилационен албум на Цеца, издаден през 2000 година от Hi-Fi Centar. Съдържа 21 песни от периода 1988 – 1999 г.

## Песни
1. Исусе
2. Београд
3. Другарице, проклетнице
4. То Мики
5. Знам
6. Фатална љубав
7. Заборави
8. Попиј ме као лек
9. Волим те
10. Хеј, вршњаци
11. Шта је то у твојим венама
12. Тражио си све
13. Бабарога
14. Другарице
15. Не рачунај на мене
16. Цветак зановетак
17. Ја још спавам
18. Неодољив-неумољив
19. Нећу да будем као машина
20. Кад би био рањен
21. Устани, буди се